# フジ住宅
フジ住宅株式会社（ふじじゅうたく、英: Fuji Corporation Limited）は、大阪府岸和田市に本社を置く不動産会社、デベロッパーである。1973年に今井光郎によって創業された。

## 概要
近畿圏（主に大阪府、兵庫県、和歌山県）で分譲戸建・マンション等、住宅･不動産事業を行っている。同社の他、賃貸管理を手がける連結子会社1社で企業グループを形成。「分譲住宅」、「住宅流通」、「土地有効活用」、「賃貸及び管理」及び「注文住宅」の事業を行っている。

## 沿革

### 1970年代
- 1973年（昭和48年）1月22日 - 今井光郎、フジ住宅を創業[1]。
- 1974年（昭和49年）4月19日 - 資本金3,500千円でフジ住宅株式会社を設立。
- 1975年（昭和50年）1月 - 戸建住宅の分譲を開始。
- 1975年（昭和50年）10月 -資本金11,000千円に増資。
- 1977年（昭和52年）4月 - 資本金39,600千円に増資。

### 1980年代
- 1986年（昭和61年）3月 - 分譲マンション事業を開始。
- 1987年（昭和62年）9月 - 不動産賃貸事業を開始。
- 1988年（昭和63年）4月 - 施設管理部（17.9.1よりフジ・アメニティサービス株式会社）を設置し、FASS（フジ・アメニティサービス・システム、賃貸物件のメンテナンスサービスシステム）を導入。
- 1988年（昭和63年）8月 - 事業用マンション事業へ進出。
- 1989年（平成元年）3月 - 資本金686,928千円に増資。

### 1990年代
- 1990年（平成2年）12月 - 大阪証券取引所二部に上場。資本金2,342,928千円に増資
- 1991年（平成3年）4月 - 資産活用事業を開始。
- 1994年（平成6年）3月 - 定期借地権付住宅分譲事業を開始。
- 1999年（平成11年）8月 - 大阪支社開設。

### 2000年代
- 2000年（平成12年）10月 - 資産活用事業部と定借事業部を統合し、土地有効活用事業部を設置。
- 2001年（平成13年）12月 - REIT（不動産投資信託）等の不動産投資ファンド向け賃貸マンション供給を開始。
- 2002年（平成14年）1月 - 戸建住宅を従来の建売から自由設計方式に変更。
- 2003年（平成15年）1月 - 主たる営業地域を大阪府下のほぼ全域と阪神地域に拡大。
- 2003年（平成15年）12月 - 東京証券取引所二部上場。
- 2005年（平成17年）3月 - 東京証券取引所・大阪証券取引所の市場第一部に昇格。
- 2005年（平成17年）9月 - 新設の100%出資子会社フジ・アメニティサービス株式会社に賃貸物件と賃貸管理部門を営業譲渡。
- 2006年（平成18年）2月 - 『お・う・ち・館』を開設。
- 2006年（平成18年）7月 - 公募増資実施。資本金 4,747,220千円に増資。
- 2008年（平成20年）10月 - 100%出資子会社フジ工務店株式会社を吸収合併。
- 2009年（平成21年）6月 - 宮脇宣綱が代表取締役社長に就任。
- 2010年（平成22年）10月 - 注文住宅事業を開始。

## 企業活動

### 表彰等
2016年（平成28年）1月21日付で経済産業省が東京証券取引所と共同で選定を行う「健康経営銘柄2016」に選定された。また、おうち館岸和田店の前面歩道が「アドプト・ロード・土生町2丁目」と大阪府から認定された他、2008年（平成20年）8月に大阪府道路協会より「道路功労賞」、2009年（平成21年）10月に泉佐野市の「環境美化善行者表彰」、2011年（平成23年）8月に国土交通省より『平成23年度「道路ふれあい月間」における道路愛護団体等の国土交通大臣表彰』を受賞。

### その他
- 経営理念のひとつに「国家のために当社を経営する」を挙げる[7]。
- 毎月経営理念に関する感想文を全役職員に提出させている[8][9]。
- 法人として、育鵬社教科書採択運動のための「教科書改善と特別基金」の募金に協力している[10]。
- 創業者の今井光郎は、堺市倫理法人会会員[11]。

## 関連会社・団体
- フジ・アメニティサービス株式会社
- 一般社団法人今井光郎文化道徳歴史教育研究会[12]
- 一般社団法人今井光郎幼児教育会[13]

### 一般社団法人今井光郎文化道徳歴史教育研究会
一般社団法人今井光郎文化道徳歴史教育研究会は、フジ住宅の株式配当金を原資として運営され、「日本人として正しい文化・道徳・歴史・教育に関する理解」の促進を理念として掲げる団体である。年2回、日本の為に尽力している個人や団体に助成を行っている。
助成先には、神谷宗幣（現・参政党代表）が取締役を務める「イシキカイカク株式会社」も含まれ、同社には古事記の紙芝居作成や歴史教育動画の作成など目的に、2015年7月から2020年8月の間に計8回・約1,600万円の助成金が支給された。神谷は2017年に今井光郎を結婚式に招待しており、ヘイトスピーチに関する訴訟の際にはSNSで今井を擁護する投稿も行った。
そのほかの助成対象には、杉田水脈元衆議院議員や、右派活動家の藤井実彦、井上和彦、江崎道朗、「新しい歴史教科書をつくる会」、親学普及事業などが含まれる。

## トラブル・不祥事など

### 育鵬社教科書採択推進運動の社員への強要・ヘイトスピーチ
2015年、在日韓国人の女性社員が、社内で「在日は死ねよ」といった差別的な文言や、韓国人の思考を野生動物に例える内容の文書が繰り返し配布されていたことや、新しい歴史教科書をつくる会の元幹部らが編集した育鵬社の中学教科書の採択推進運動への協力を社から求められて苦痛を受けたなどとして、社に慰謝料など3300万円の賠償を求める訴訟を大阪地方裁判所岸和田支部に起こした。会社側は「強要の事実はなく、請求には理由が無い」などと主張していたが、2020年7月、外国人に対するヘイトスピーチに該当すると認定され、賠償命令の判決を受けた。2013年には「マンガ日狂組の教室　―学校が危ない!!―」（大和撫吉作、晋遊舎刊）のコピーが社員に配布された事もあったという。判決後も会社が姿勢を改めなかったため、原告は2020年11月に差別文書配布差し止め命令を求める請求を行った。
2021年11月18日、大阪高等裁判所での控訴審は、賠償を110万円から132万円に増額する原告勝訴判決を言い渡した。控訴審判決では、人種差別撤廃条約の適切な実施を確保する必要性にも言及された。一審で職場環境配慮義務違反などが認められた後にも、原告を「チンピラヤクザ」「クズ」などとする文書が職場内で配布され、これも不法行為として損害賠償の対象と認定された。
2022年9月、最高裁が被告側の上告を棄却し、132万円の損害賠償とヘイト文書に該当する資料配布の差し止めを命じる判決が確定した。会社は「今後も国家のために経営を行う」とのコメントを出している。
なおこの訴訟の一審では、社長・今井と今井研究会の人間がブルーリボンバッジを「メッセージ性がある」として法廷内では外すよう廷吏に命じられ（法廷警察権に基づく指示。従わなければ退廷）、これを不服とした訴訟も起こされている。

### 教科書採択アンケート動員疑惑
また、2015年にあった大阪市立中学校の歴史・公民教科書の採択の参考となった住民らを対象にした市教委のアンケートをめぐり、育鵬社教科書採択推進運動の一環としてフジ住宅による組織動員があった。育鵬社社員が、同社版支持が多ければ採択の可能性が高くなるとフジ住宅に伝え、会長の今井が「大阪市は数多くの教科書アンケートを記入していただければ、育鵬社に採択される可能性が高くなる」と社員に呼びかけ従業員を動員し、従業員が教科書展示場から1200枚超の用紙を集めたとされる。
大阪弁護士会は、育鵬社の教科書採択運動への協力要請が人権侵害にあたるとして、フジ住宅に改善を勧告した。勧告では、教科書を推奨する行動の報告を会長に義務付けたことや、社員の待遇がその行動により差別される可能性、思想・良心の自由が侵害されるおそれを指摘した。
なお、大阪市議会は2016年2月23日、これについて真相究明を求める陳情書を採択している。

### 「ドラえもん」落書き事件
2013年、フジ住宅に新築を依頼した住居の基礎に作業員がドラえもんの落書きをしたとして、契約を結んだ男性がフジ住宅に対し損害賠償を求め大阪地裁に提訴した事件。2018年8月にフジ住宅側が男性に対し、30万円を支払う内容で和解した。

## 広告キャラクター
過去
- 東出昌大（ - 2020年1月）

## 提供番組
- 皇室アルバム（毎日放送）